# Marcel van der Plank
Marcel van der Plank (Curaçao, 10 maart 1951) is een Curaçaos politicus. Hij was gevolmachtigde minister van de Nederlandse Antillen in Den Haag tijdens de kabinetten de Jongh-Elhage I en II, en gaat de geschiedenis in als de laatste gevolmachtigd minister tot 10 oktober 2010, het moment waarop de Nederlandse Antillen als land werden opgeheven.
Van der Plank werd op 10 maart 1951 in Curaçao geboren. Na het behalen van zijn hbs-diploma studeerde hij notarieel recht aan de Universiteit Utrecht en studeerde af in 1973. Hij begon zijn loopbaan als kandidaat-notaris op het kantoor Joubert, Palm en Senior. In 1978 werd hij benoemd tot notaris op Curaçao, waarmee hij de jongste notaris in het Koninkrijk der Nederlanden werd.  Na ruim dertig jaar staakte hij in 2009 zijn werkzaamheden als (kandidaat)-notaris. Kort daarop werd hij door premier de Jongh-Elhage gevraagd voor de vacature van gevolmachtigd minister. Hij volgde Paul Comenencia op, die terugtrad na te zijn benoemd tot consul-generaal in Rio de Janeiro. Van der Plank is een van de oprichters van de Partido Antiá Restrukturá (PAR) en stond op de PAR-kandidatenlijst voor de statenverkiezingen in 1994.
Van der Plank was voorzitter van de Antilliaanse Notariële Vereniging en lid van diverse commissies op juridisch gebied. Ook was hij part-time docent aan de Universiteit van de Nederlandse Antillen. Tussen 2011 en 2021 was hij bestuursvoorzitter van de stichting Monumentenzorg Curaçao.
Van der Plank is gehuwd en heeft drie zoons.